# Bi Ye
Bi Ye (chiń. 毕野; ur. 26 maja 1994) – chiński snowbordzista specjalizujący się w slalomie równoległym, olimpijczyk z Pekinu 2022.

## Udział w zawodach międzynarodowych
| Impreza                     | Rok  | Gospodarz            | Konkurencja              | Miejsce |                      |      |       |                          |     |
| --------------------------- | ---- | -------------------- | ------------------------ | ------- | -------------------- | ---- | ----- | ------------------------ | --- |
| Impreza                     | Rok  | Gospodarz            | Konkurencja              | Miejsce | Igrzyska olimpijskie | 2022 | Pekin | slalom gigant równoległy | 22. |
| Mistrzostwa świata          | 2013 | Stoneham             | slalom równoległy        | 42.     |                      |      |       |                          |     |
| Mistrzostwa świata          | 2013 | Stoneham             | slalom gigant równoległy | 42.     |                      |      |       |                          |     |
| Mistrzostwa świata          | 2015 | Kreischberg          | slalom równoległy        | 40.     |                      |      |       |                          |     |
| Mistrzostwa świata          | 2015 | Kreischberg          | slalom gigant równoległy | 40.     |                      |      |       |                          |     |
| Mistrzostwa świata          | 2017 | Sierra Nevada        | slalom równoległy        | 25.     |                      |      |       |                          |     |
| Mistrzostwa świata          | 2017 | Sierra Nevada        | slalom gigant równoległy | 34.     |                      |      |       |                          |     |
| Mistrzostwa świata          | 2019 | Park City            | slalom równoległy        | 18.     |                      |      |       |                          |     |
| Mistrzostwa świata          | 2019 | Park City            | slalom gigant równoległy | 17.     |                      |      |       |                          |     |
| Mistrzostwa świata juniorów | 2012 | Sierra Nevada        | slalom równoległy        | 19.     |                      |      |       |                          |     |
| Mistrzostwa świata juniorów | 2012 | Sierra Nevada        | slalom gigant równoległy | 21.     |                      |      |       |                          |     |
| Mistrzostwa świata juniorów | 2013 | Erzurum              | slalom równoległy        | 17.     |                      |      |       |                          |     |
| Mistrzostwa świata juniorów | 2013 | Erzurum              | slalom gigant równoległy | 17.     |                      |      |       |                          |     |
| Mistrzostwa świata juniorów | 2014 | Chiesa in Valmalenco | slalom równoległy        | 17.     |                      |      |       |                          |     |
| Mistrzostwa świata juniorów | 2014 | Chiesa in Valmalenco | slalom gigant równoległy | 25.     |                      |      |       |                          |     |